# Басилов, Дмитрий Петрович
Дмитрий Петрович Басилов (7 февраля 1909, Углич — 1993, Москва) — советский инженер-строитель, хозяйственный, государственный и политический деятель. Заслуженный строитель РСФСР (1979).

## Биография
Родился 7 февраля 1909 года в Угличе в многодетной семье бакенщика.
В 1931 году окончил Высшее инженерно-строительное училище (ВИСУ) со званием инженер-строитель.
С 1930 года учился в аспирантуре Военно-инженерной академии и одновременно работал на строительстве Ижевских заводов. В 1934—1939 годах — главный инженер строительства. Руководил строительством газогенераторной станции на Ижевском металлургическом заводе. В 1938 году был начальником ОКСа завода им. Свердлова НКОП, г. Дзержинск Горьковской области. С 1939 года — главный инженер, затем начальник Главка капитального строительства объектов Комиссариата боеприпасов СССР. Член ВКП(б) с 1939 года.
В 1945 году Государственный Комитет обороны командировал Дмитрия Басилова в Венгрию, Австрию и Чехословакию представителем 2-го и 3-го Украинских фронтов. С 1946 года на руководящих должностях в Наркомате сельскохозяйственного машиностроения СССР и в Главгосстрое Минтехстроя СССР. С 1947 года — заместитель Министра промышленности строительных материалов СССР. Занимался восстановлением промышленности и стройиндустрии, разрушенной во время войны. В 1957—1962 годах — начальник Отдела капитального строительства Госплана РСФСР. В 1958 году вошёл в состав учёного совета центрального научно-исследовательского института Госплана РСФСР. С 1962 года — член коллегии Госстроя СССР. С 15 сентября 1964 года — председатель Государственного комитета РСФСР по делам строительства. С 13 июля 1979 года — персональный пенсионер союзного значения.
Избирался депутатом Верховного Совета РСФСР 7-го, 8-го и 9-го созывов. Делегат XXIV и XXV съездов КПСС, а также 24-го съезда КПСС Якутской областной парторганизации. В 1955 году — глава делегации советских специалистов в КНР.
Член Союза архитекторов СССР с 1974 года. Делегат 6-го съезда Союза архитекторов СССР. Председатель ревизионной комиссии Союза архитекторов РСФСР. Председатель Ярославской литературной секции старых большевиков.
Входил в правительственную комиссию по созданию Ленинского мемориального комплекса в селе Шушенском Красноярского края. Был председателем приёмной комиссии Ленинского мемориала в Ульяновске и монумента на Мамаевом кургане.
Умер в 1993 году. Похоронен на Кунцевском кладбище.

## Награды и звания
- Заслуженный строитель РСФСР (1979)[1]
- Орден Трудового Красного Знамени (1942)[7]
- Орден Трудового Красного Знамени (1966)
- Орден Трудового Красного Знамени (1979)
- Орден Красной Звезды (1944)
- Орден Красной Звезды (1945)
- Орден «Знак Почёта»